# Kłopoty-Patry
Kłopoty-Patry – wieś w Polsce położona w województwie podlaskim, w powiecie siemiatyckim, w gminie Siemiatycze.
| SIMC    | Nazwa  | Rodzaj  |
| ------- | ------ | ------- |
| 0039605 | Hryćki | kolonia |

Zaścianek szlachecki Patry należący do okolicy zaściankowej Kłopoty położony był w drugiej połowie XVII wieku w ziemi drohickiej województwa podlaskiego. W latach 1975–1998 miejscowość administracyjnie należała do województwa białostockiego.